# 圣海伦娜 (加利福尼亚州)
圣海伦娜（英語：St. Helena）是美国加利福尼亚州纳帕县下属的一个城市。于1876年3月24日建市。城市面积约为12.9平方公里，根据2010年美国人口普查，该市有人口5,814人。